# STS-105
La STS-105 va ser una missió duta a terme amb el Transbordador espacial Discovery.

## Tripulació
- Scott J. Horowitz (4), Comandant
- Frederick W. Sturckow (2), Pilot
- Daniel T. Barry (3), especialista de missió
- Patrick G. Forrester (1), especialista de missió

### Tripulació de l'Expedició 3cap a la ISS
- Frank L. Culbertson, Jr (3) Expedició 3 Comandant
- Mikhail Turin (1), Expedició 3
- Vladimir N. Dezhurov (2), Expedició 3

### Tripulació de l'Expedició 2cap a la Terra
- Yury V. Usachev (4), Expedició 2
- James S. Voss (5), Expedició 2
- Susan J. Helms (5), Expedició 2

## Paràmetres de la missió
- Massa:
  -  Càrrega: - kg
- Perigeu: 373 km
- Apogeu: 402 km
- Inclinació: 51,6°
- Període: 92.3 min

### Acoblament amb l'ISS
- Acoblament: 10 d'agost de 2001, 18:41:46 UTC
- Desacoblament: 20 d'agost de 2001, 14:51:30 UTC
- Temps d'acoblament: 9 dies, 20 h, 9 min, 44 s

### Passejades espacials
- Barry i Forrester - EVA 1
- EVA 1 Començament: 16 d'agost de 2001 - 13:58 UTC
- EVA 1 Fi: 16 d'agost de 2001 - 20:14 UTC
- Durada: 6 hores, 16 minuts
- Barry i Forrester - EVA 2
- EVA 1 Començament: 18 d'agost de 2001 - 13:42 UTC
- EVA 1 Fi: 18 d'agost de 2001 - 19:11 UTC
- Durada: 5 hores, 29 minuts